# Basketball National League
La Basketball National League (BNL) è il massimo campionato di pallacanestro del Sudafrica. È organizzata dalla Federazione cestistica del Sudafrica (BFSA). La lega è stata fondata nel 2013 e vede la partecipazione di 11 squadre; tuttavia, prima della sua nascita la Premier Basketball League era stata la principale lega di pallacanestro del paese.
Gli Egoli Magic sono il club di maggior successo nella storia della lega, avendo vinto cinque campionati. Gli attuali campioni sono i KwaZulu Marlins, che hanno conquistato la vittoria del titolo al termine della stagione 2024.

## Storia

### Premier Basketball League
Terminato il periodo dell'Apartheid, nel 1992 la Federazione cestistica del Sudafrica venne riammessa nella Federazione Internazionale Pallacanestro e nel 1994 venne fondata la Premier Basketball League (PBL), il primo campionato nazionale di pallacanestro della nazione, la lega iniziò con quattro squadre: Capetown Eagles, Soweto Panthers, Capetown Kings e Pretoria Suns.
La lega era sponsorizzata da Allied Bank e, successivamente, venne sponsorizzata anche dalla Telkom, ma al termine della stagione 1997, in cui i KwaZulu Marlins si erano laureati campioni, la lega a causa di problemi di amministrazione venne cancellata. La PBL scomparve per nove anni, finché non fece il suo ritorno per una sola stagione, nel 2007, in cui i Soweto Panthers si laurearono campioni.

### Basketball National League
Dopo un periodo di 14 anni, escludendo la singola parenti del 2007, senza una lega nazionale maschile, nel 2013 fu fondata la Basketball National League (BNL). I Tshwane Suns vinsero il campionato inaugurale della BNL, diventando così la prima squadra a laurearsi campione della nuova lega.
A causa della scarsità di arene disponibili per il basket, tutte le partite tra il 2013 e il 2015 furono giocate al Wembley Stadium di Stafford, Gauteng, nella Municipalità metropolitana di Johannesburg, un'ex pista di pattinaggio sul ghiaccio con una capienza fino a 3.000 spettatori.
Nel 2021 il Sudafrica vide il lancio ufficiale della Women's Basketball National League (WBNL) su scala nazionale, con l'espansione dei club partecipanti alla lega maschile. Le W-Tshwane Suns vinsero il loro primo campionato nazionale il 27 novembre 2021.
La lega si espanse a 12 squadre nella stagione 2023, quando i Cape Town Tigers si unirono al campionato. I Tigers avevano già partecipato a due stagioni della Basketball Africa League (BAL), il torneo più importante del continente, avendo partecipato e vinto nella South African National Basketball Championship, una lega privata nata sempre in Sudafrica nel 2021. I Tigers vinsero il campionato nella loro stagione d'esordio, rimanendo imbattuti. Ma si ritirarono nella stagione successiva, la 2024, a causa di restrizioni di budget.

## Squadre partecipanti
Alla lega prendono attualmente parte undici squadre:
| Squadra                   | Città                            | Fondazione | Entrata BNL |
| ------------------------- | -------------------------------- | ---------- | ----------- |
| Egoli Magic               | Johannesburg, Gauteng            | 1994       | 1994        |
| Free State Warriors       | Stato libero                     | 2012       | 2012        |
| KwaZulu Marlins           | Durban, KwaZulu-Natal            | 1994       | 1994        |
| Limpopo Pride             | Limpopo                          | 2012       | 2012        |
| MBB Basketball            | Johannesburg, Gauteng            | 2012       | 2024        |
| Mpumalanga Rhinos         | Mbombela, Mpumalanga             | 2012       | 2012        |
| Northern Cape Zebras      | Capo Settentrionale              | 2012       | 2012        |
| North West Eagles         | Potchefstroom, Nordovest         | 2012       | 2012        |
| Soweto Panthers           | Soweto, Gauteng                  | 1986       | 1994        |
| Tshwane Suns              | Tswhane, Gauteng                 | 1996       | 1996        |
| Western Cape Mountaineers | Città del Capo, Capo Occidentale | 2013       | 2013        |

## Albo d'oro BNL
| Stagione | Campioni         | Finalista                 | Risultato finali | Sede                                   | Note.  |
| -------- | ---------------- | ------------------------- | ---------------- | -------------------------------------- | ------ |
| 2013     | Tshwane Suns     | Mpumalanga Rhinos         | 79–68            | Wembley Stadium, Johannesburg          | [ 8 ]  |
| 2014     | Tshwane Suns (2) | Duzi Royals               | 65–60            | Wembley Stadium, Johannesburg          | [ 13 ] |
| 2015     | Egoli Magic      | Duzi Royals               | 2–1 (serie)      | Wembley Stadium, Johannesburg          | [ 14 ] |
| 2016     | Egoli Magic (2)  | Tshwane Suns              | 62–47            | Wembley Stadium, Johannesburg          | [ 15 ] |
| 2017     | Tshwane Suns (3) | Egoli Magic               | 58–51            | Wembley Stadium, Johannesburg          | [ 16 ] |
| 2018     | Soweto Panthers  | Egoli Magic               | 84–58            | Wembley Stadium, Johannesburg          | [ 17 ] |
| 2019     | Egoli Magic (3)  | Soweto Panthers           | 59–55            | Wembley Stadium, Johannesburg          | [ 18 ] |
| 2020-21  | Egoli Magic (4)  | Soweto Panthers           | 85–67            | Wembley Stadium, Johannesburg          | [ 19 ] |
| 2021     | Egoli Magic (5)  | Tshwane Suns              | 53–39            | Wembley Stadium, Johannesburg          | [ 20 ] |
| 2022     | Tshwane Suns (4) | Western Cape Mountaineers | 66–62            | Wembley Stadium, Johannesburg          | [ 21 ] |
| 2023     | Cape Town Tigers | Tshwane Suns              | 85–60            | Mandeville Indoor Center, Johannesburg | [ 22 ] |
| 2024     | KwaZulu Marlins  | Mpumalanga Rhinos         | 2–0 (serie)      | Mandeville Indoor Center, Johannesburg | [ 23 ] |

## Vittorie per squadra
| Squadra                   | Vittorie | Secondi posti | Anni vittorie                   | Anni secondo posto |
| ------------------------- | -------- | ------------- | ------------------------------- | ------------------ |
| Egoli Magic               | 5        | 2             | 2015, 2016, 2019, 2020–21, 2021 | 2017, 2018         |
| Tshwane Suns              | 4        | 3             | 2013, 2014, 2017, 2022          | 2016, 2021, 2023   |
| KwaZulu Marlins           | 1        | 0             | 2024                            | -                  |
| Soweto Panthers           | 1        | 2             | 2018                            | 2019, 2020–21      |
| Cape Town Tigers          | 1        | 0             | 2023                            | -                  |
| Duzi Royals               | 0        | 2             | -                               | 2014, 2015         |
| Mpumalanga Rhinos         | 0        | 2             | -                               | 2013, 2024         |
| Western Cape Mountaineers | 0        | 1             | -                               | 2022               |